# دلمن د ویرا
دلمن د ویرا یا دلمن برادران ویرا یک دلمن است — نوعی مقبره تک‌اتاقه مقبره مگالیتیک — که در آنتکئرا، استان مالاگا، اندلس، اسپانیا واقع شده است. این مکان تنها در فاصله ۷۰ متر (۲۳۰ فوت) از دلمن د منگا و حدود ۴ کیلومتر (۲٫۵ مایل) از سازه‌ای دیگر به نام تولوس د ال رومرال قرار دارد. این مکان بین سال‌های ۱۹۰۳ و ۱۹۰۵ توسط برادران آنتونیو و خوزه ویرا از آنتکئرا کشف شد، که ال رومرال را نیز کشف کردند.